# Lệnh giới nghiêm

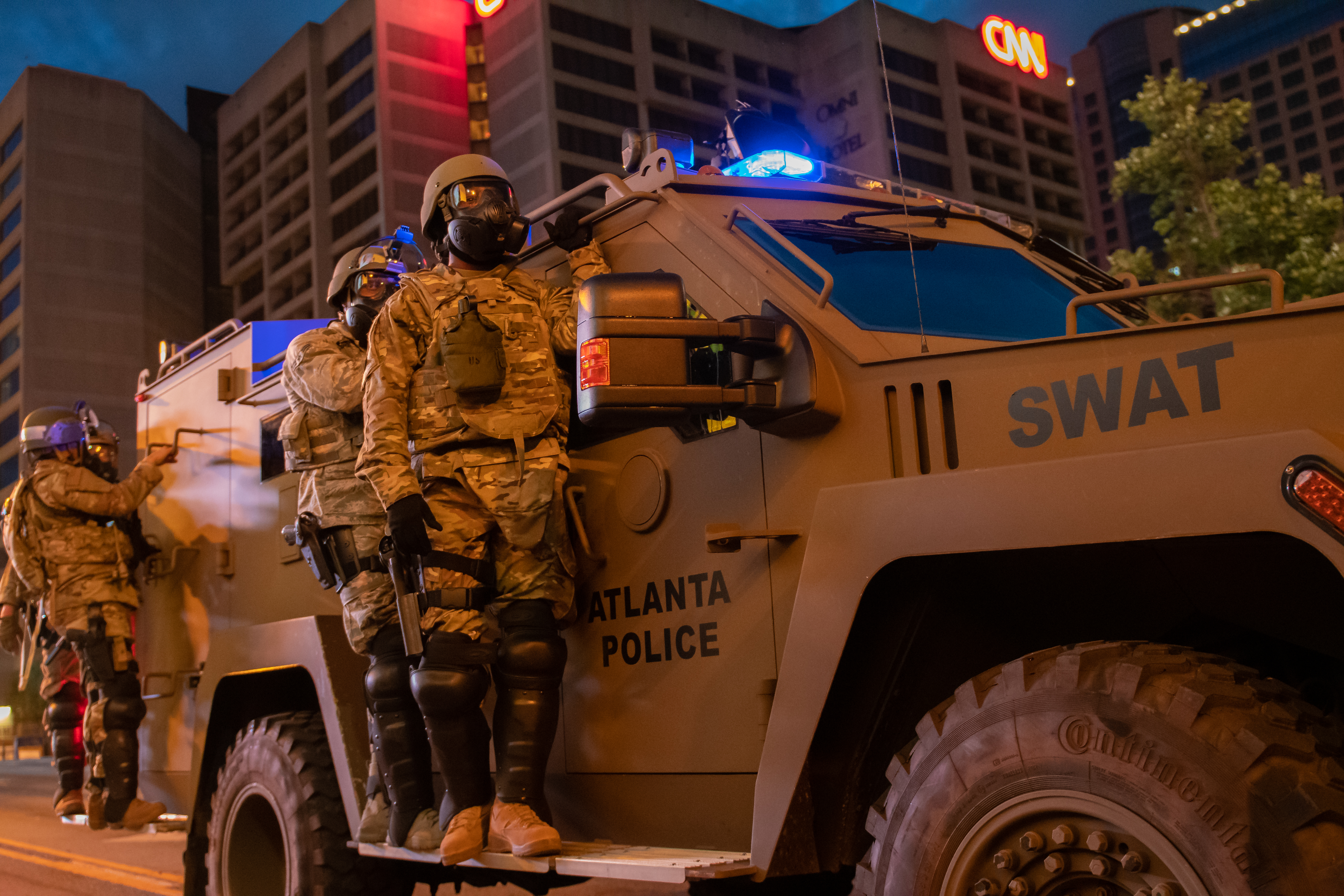
Cảnh sát vũ trang thi hành lệnh giới nghiêm tại Atlanta, Georgia, một phần của cuộc biểu tình George Floyd năm 2020

Lệnh giới nghiêm là một lệnh quy định thời gian áp dụng các quy định nhất định. Thông thường, nó đề cập đến thời gian mà các cá nhân được yêu cầu quay trở lại và ở trong nhà của họ. Một lệnh như vậy có thể được các cơ quan công quyền mà còn bởi chủ sở hữu của một ngôi nhà ban hành cho những người sống trong gia đình. Chẳng hạn, một au pair thường được đưa ra lệnh giới nghiêm, quy định khi nào họ buộc phải trở về nhà của gia đình chủ nhà vào buổi tối.

## Phân loại
1. Một mệnh lệnh được ban hành bởi các cơ quan công quyền hoặc lực lượng quân sự yêu cầu tất cả mọi người hoặc một số người nhất định phải ở trong nhà vào những thời điểm nhất định, thường vào ban đêm. Nó có thể được áp đặt để duy trì trật tự công cộng (chẳng hạn như sau vụ mất điện Đông Bắc năm 2003, tình trạng bất ổn dân sự năm 2005 ở Pháp, trận động đất ở Chile năm 2010, cuộc cách mạng Ai Cập năm 2011 và tình trạng bất ổn Ferguson năm 2014), hoặc đàn áp các nhóm mục tiêu. Curfews từ lâu đã được hướng đến một số nhóm nhất định ở nhiều thành phố hoặc tiểu bang, chẳng hạn như sinh viên đại học người Mỹ gốc Nhật ở Bờ Tây Hoa Kỳ trong Thế chiến II, người Mỹ gốc Phi ở nhiều thị trấn trong thời của luật pháp Jim Crow, hoặc người dân trẻ hơn một độ tuổi nhất định (thường trong vòng vài năm ở hai bên 18 tuổi) ở nhiều thị trấn của Hoa Kỳ kể từ những năm 1980; xem bên dưới.
2. Lệnh của những người bảo vệ hợp pháp yêu cầu một thiếu niên phải trở về nhà vào một thời điểm cụ thể, thường là vào buổi tối hoặc đêm. Điều này có thể áp dụng hàng ngày, hoặc thay đổi theo ngày trong tuần, ví dụ, nếu trẻ vị thành niên phải đến trường vào ngày hôm sau.
3. Một yêu cầu của chủ hộ cho một người phục vụ trong nhà như một cặp au hoặc bảo mẫu. Người phục vụ trong nhà sau đó phải trở về nhà trong một thời gian cụ thể.
4. Một yêu cầu hàng ngày cho khách thuê trở về phòng thuê của họ trước một thời gian nhất định, thường là vào buổi tối hoặc đêm.
5. Trong bóng chày, một thời gian sau đó một trò chơi phải kết thúc hoặc trận đấu bị đình chỉ. Ví dụ, tại Liên minh Mỹ, luật giới nghiêm trong nhiều năm đã ra lệnh rằng không có hiệp nào có thể bắt đầu sau 1 giờ sáng giờ địa phương (ngoại trừ các trận quốc tế).
6. Trong ngành hàng không, hạn chế bay đêm có thể hạn chế hoạt động của máy bay trong một khoảng thời gian xác định vào ban đêm, để hạn chế sự gián đoạn tiếng ồn máy bay trong giấc ngủ của cư dân gần đó. Ví dụ đáng chú ý là các sân bay Heathrow, Gatwick và Stansted ở London, hoạt động theo hệ thống Quota Count.
7. Tại một số địa điểm tại Vương quốc Anh, khách hàng của các cơ sở được cấp phép không được vào sau một thời gian "giới nghiêm", còn được gọi là "yêu cầu thời gian cuối cùng". Ví dụ, ở Inverclyde, khách không được vào quán sau nửa đêm 12:00.[3]